# (7205) Sadanori
(7205) Sadanori est un astéroïde de la ceinture principale.

## Description
(7205) Sadanori est un astéroïde de la ceinture principale. Il fut découvert le 21 décembre 1995 à Oizumi par Takao Kobayashi. Il présente une orbite caractérisée par un demi-grand axe de 2,63 UA, une excentricité de 0,12 et une inclinaison de 1,7° par rapport à l'écliptique.

## Compléments